# NZG Modelle

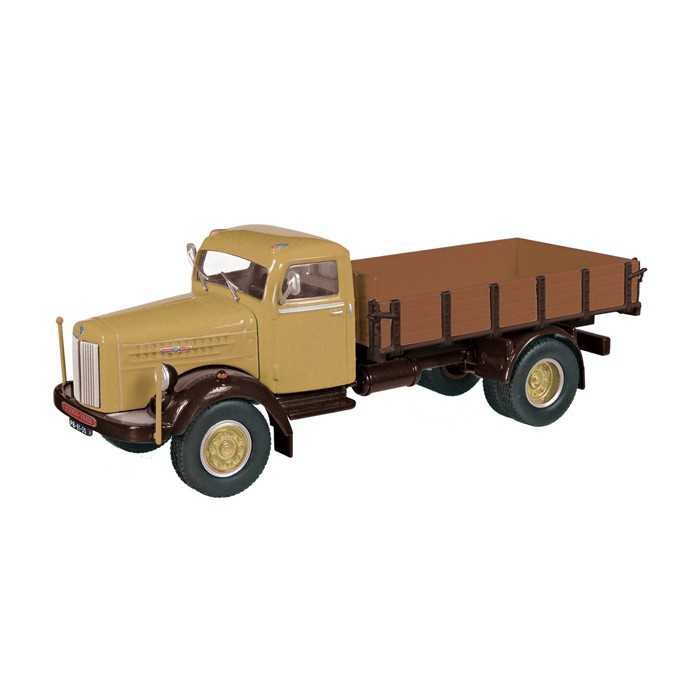
Historisches LKW-Modell

NZG-Modelle ist ein Hersteller mit Sitz in Nürnberg und eine deutsche Marke von Baumaschinen- und Nutzfahrzeugwerbemodellen aus Zinkdruckguss. Das Unternehmen besteht seit 1968.
Ab Ende der 1960er-Jahre kam das neue Produktgenre der Zinkminiaturen zu Werbezwecken, überwiegend im Maßstab 1:50, auf den Markt. Hersteller aus der Maschinen- und Fahrzeugbauindustrie lassen zu Werbezwecken von ihren Produkten Miniaturmodelle fertigen. Auf Messen und bei Kundenkontakten werden diese Werbemittel übergeben. Das Unternehmen kann bei solchen Industrieaufträgen mit einem festen Mindestabsatz kalkulieren. Seit Mitte der 1990er-Jahre betrachten viele industrielle Auftraggeber den Verkauf der Miniaturen ihrer Marke (oft über spezielle „Webshops“) als systematisch betriebenes Zusatzgeschäft über die klassische Werbefunktion hinaus. In den 1970er- und 1980er-Jahren wurden die Modelle von NZG auch über den örtlichen Spielwarenhandel vertrieben, inzwischen erfolgt der Vertrieb an Privat fast nur noch über spezialisierte (Versand-)Händler und o. g. Marken-„Webshops“ der beauftragenden Industrie. Zeitweise wurden von NZG auch historische Modelle ohne Industrieauftrag für den Sammlermarkt gefertigt, mittlerweile ist das Unternehmen aber zum alten Geschäftsmodell der reinen Werbemittel-Marke zurückgekehrt.

## Geschichte
Am 1. Oktober 1968 gründeten die beiden Gesellschafter Betty Hauer und Gerhard Schmid das Unternehmen. Dort wurde im 3. Stock eines Möbelhauses in der Tafelfeldstraße das erste NZG-Modell, der Bagger „Weserhütte HW 70“ mit der Artikelnummer 101, gefertigt. Am heutigen Sitz in der Sigmundstraße 147 in Nürnberg wurden dann 1985 die Räume bis auf 3.000 m² ausgebaut. Auf dem Gelände befanden sich neben der Verwaltung auch der Formenbau, die Lackiererei, die Montage sowie die Lager- und Versandabteilung. In Spitzenzeiten wurden dort jährlich über 400.000 Modelle gefertigt und weltweit ausgeliefert. Zentrale Fertigungsschritte, insbesondere der Zinkdruckguss selbst, wurden aber stets, auch zu Zeiten der deutschen Fertigung, von anderen Unternehmen für NZG ausgeführt.
1986 traten die Töchter der beiden Gründer, Inge Ludwig (geb. Schmid) und Hannelore Hauer, ins Unternehmen ein. Es folgte die Übernahme von Firmenanteilen bis zum Ausscheiden der Firmengründer Betty Hauer und Gerhard Schmid. Im Jahre 2000 verkaufte Hannelore Hauer ihre Firmenanteile an die Familie Ludwig. Seit Mitte 2000 sind Inge Ludwig und ihr Mann Michael Ludwig, der seit 1988 ebenfalls in der Firma tätig ist, alleinige geschäftsführende Gesellschafter der NZG-Modelle GmbH.
Eine Anzahl von NZG-Modellen, insbesondere bestimmte Typen aus den frühen 1970er-Jahren, die nur in begrenzter Stückzahl gefertigt wurden, haben seither eine beachtliche Wertsteigerung erfahren und sind Interessengegenstand eines einschlägigen Sammlermarktes.

### NZG heute
Der Formenbau sowie die gesamte Fertigung wurden um 1999/2000 nach Fernost ausgelagert, der größte Teil der Beschäftigten in Nürnberg entlassen. Schwerpunkt der Produktpalette sind weiterhin Baumaschinen- und Nutzfahrzeugmodelle im Maßstab 1:50. Seit etwa 2005 hat NZG sein Geschäft dahingehend stark ausbauen können, dass die Kunden seiner Kunden, d. h. die Unternehmen, die die dargestellten Maschinen und Fahrzeuge einsetzten, diese als Modelle in ihren Firmenlackierungen (Werbedesign) fertigen lassen.

## Produkte
Das Sortiment umfasst u. a. Baumaschinen, LKW, Bauzubehör in verschiedenen Maßstäben der Hersteller ATLAS, Atlas Copco, Faun, Hamm, Hanomag, Haulotte, Hitachi, Hofmann, Kaelble, Komatsu, Liebherr, Link Belt, MAN, Mercedes-Benz, Menck, New Holland, O&K, Scania, Sennebogen, Terex, Vögele, Volvo, Weserhütte, Wirtgen u. v. m.

### Modelle (Auswahl)

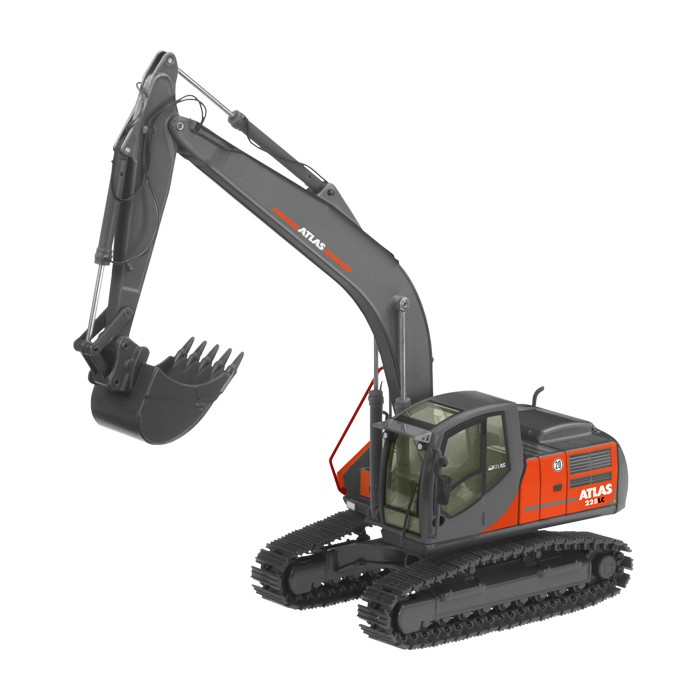
ATLAS 225LC NZG Modell
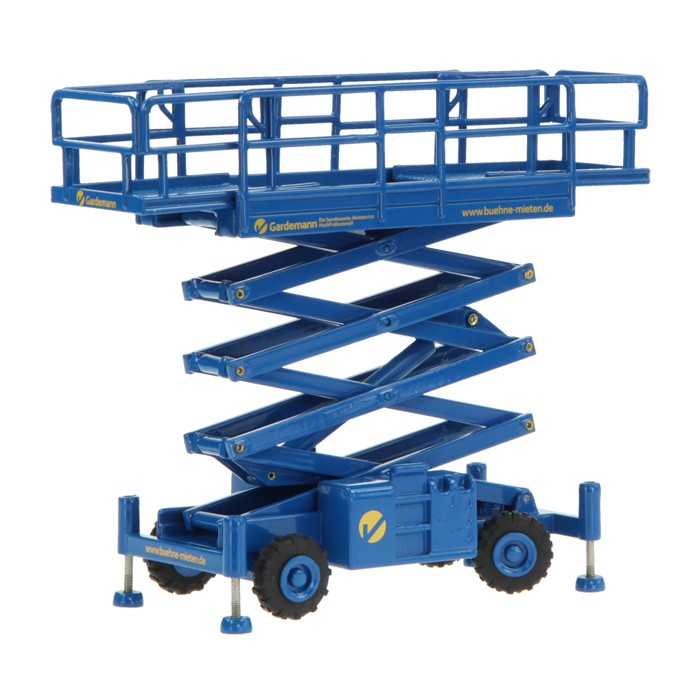
HAULOTTE H15SX NZG Modell
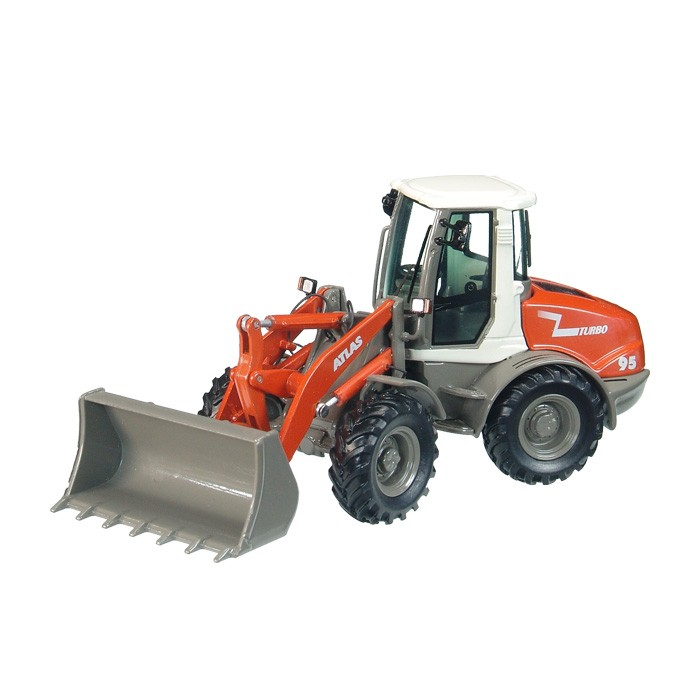
ATLAS WEYHAUSEN AR95 NZG Modell
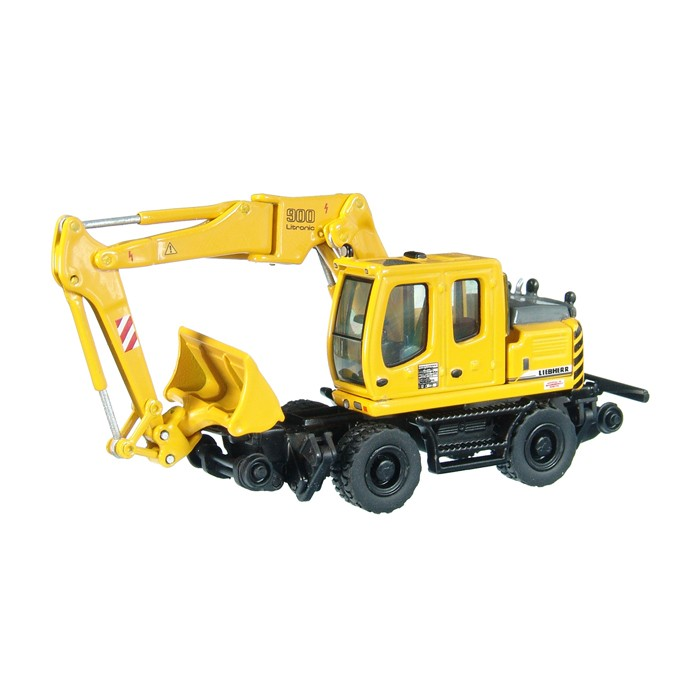
LIEBHERR A 900 C ZW Litronic NZG Modell
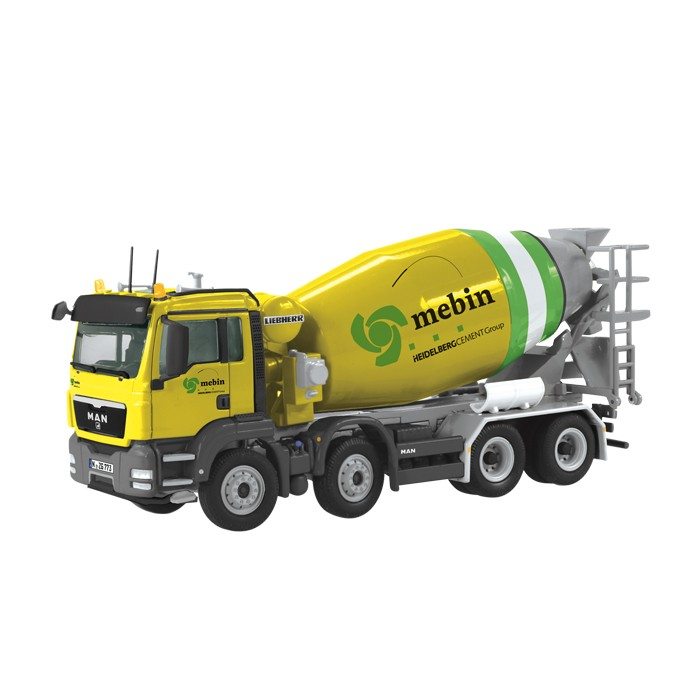
MAN TGS 8x4 Mebin NZG Modell